# Alseodaphne andersonii
Alseodaphne andersonii är en lagerväxtart som först beskrevs av George King och Joseph Dalton Hooker, och fick sitt nu gällande namn av André Joseph Guillaume Henri Kostermans. Alseodaphne andersonii ingår i släktet Alseodaphne och familjen lagerväxter. Inga underarter finns listade i Catalogue of Life.